# Richard Boleslawski
Richard Boleslawski, född 4 februari 1889, död 17 januari 1937, var en polsk författare och filmregissör.
Boleslawski var ursprungligen skådespelare vid Konstnärliga teatern i Moskva och deltog 1914-1918 i första världskriget på ryska sidan. I romanen Polska ryttare (svensk översättning 1933) gav han färgstarka, ibland groteska skildringar från kriget på östfronten. Brutna lansar (1934) skildrar ryska revolutionens utbrott i Moskva. Boleslawski lyckades 1920 komma till USA, där han under Max Reinhardts ledning utbildade sig till filmregissör, varefter han bland annat åt Metro-Goldwyn-Mayer regisserade flera kända filmer, bland annat Rasputin och kejsarinnan (1932), Män i vitt, Den brokiga vävnaden med flera.